# 大慧集
《大慧集》是台湾的Flash动画，也叫作《大慧集禅画》，慧元數位媒體公司製作。創作於2002年，以每10天一則的方式連載於互聯網，歷經三年完成100則動畫。故事取材自中國禪文化中的禪學故事、禪宗公案，並以幽默風趣的對白改編成網路動畫，符合現代感但又不失原味。動畫結尾皆有禪詩欣賞說明、並附注典籍出處，讓觀眾能夠在輕鬆氛圍中汲取古來大德的智慧。2004年7月由黎明文化首度於台灣地區出版《大慧集禪畫：當網路動畫遇見禪宗思想》，2006年由現代出版社首度於大陸出版，2013年由廈門南普陀寺再版發行。2013年慧元數位媒體與中國科技大學簽訂產學合作，將禪宗公案導入文創產品的開發。2013年3月中華人民共和國文化部《文化月刊-动漫·游戏》以「當網路動畫遇見禪宗思想」專文刊載作者朱騏創作歷程。

## 荣誉
- 2002年 入圍台北市漫畫從業人員職業工會第二屆漫畫金像獎超人氣網路動畫
- 2003年 入圍日本Digital Content Grand Prix獎
- 2004年 入圍第五屆金手指網路獎最佳網站內容
- 2004年 榮獲經濟部工業局數位內容產品獎
- 2007年 榮獲經濟部商業司優良視覺傳達設計獎
- 2013年 榮獲第六屆廈門國際動漫節最佳參展企業